# Плувіг
Плувіг (нім. Pluwig) — громада в Німеччині, розташована в землі Рейнланд-Пфальц. Входить до складу району Трір-Саарбург. Складова частина об'єднання громад Рувер.
Площа — 4,87 км2. Населення становить 1671 ос. (станом на 31 грудня 2020).